# Travé

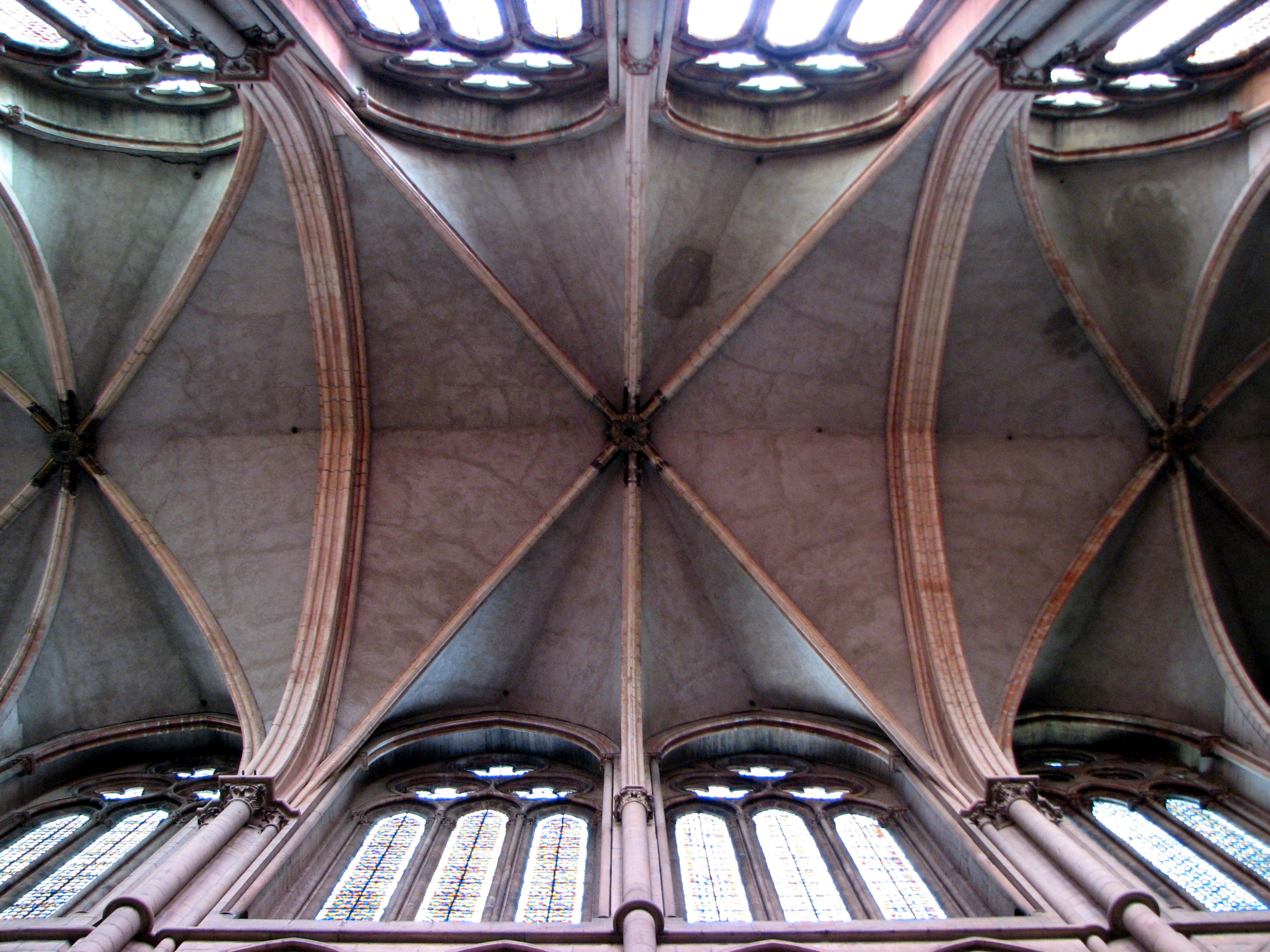
Travéer/valvenheter i St.-Jeankatedralen i Lyon.

En travé är inom arkitekturen i egentlig mening avståndet mellan två bjälklagsbärande stöd, men i vidare mening avståndet mellan två huvudstöd i ett tunnvalv eller kryssvalv. I överförd mening kan en travé också avse en hel valvenhet, det vill säga en del av hela den välvda byggnadsdelen som avgränsas av ribbor, gördelbågar och sköldbågar.